# Mina J. Bissell
Mina J. Bissell (* 1940 in Teheran) ist eine iranisch-US-amerikanische Zell- und Molekularbiologin am Lawrence Berkeley National Laboratory. Sie ist vor allem für ihre Arbeiten zur Bedeutung der extrazellulären Matrix und der Mikroumgebung bei Zelldifferenzierung, programmiertem Zelltod und Krebs (insbesondere Brustkrebs) bekannt.

## Leben und Wirken
Bissell wuchs in Teheran auf und erhielt im Alter von 18 Jahren ein Stipendium, zunächst für das Bryn Mawr College. Sie erwarb 1963 am Radcliffe College einen Bachelor in Chemie, 1964 an der Harvard University Medical School einen Master in Bakteriologie und Biochemie und 1969 an der Harvard University einen Ph.D. in Mikrobiologie und Molekulargenetik. Als Postdoktorandin arbeitete sie an der University of California, Berkeley, bevor sie 1972 an das Lawrence Berkeley National Laboratory (LBNL) ging. Hier wurde sie 1977 Forschungsgruppenleiter (Senior Scientist), 1988 Leiterin der Zellbiologie und Molekularbiologie und 1992 Direktorin der gesamten Lebenswissenschaften. 2002 trat sie von dieser Funktion zurück und ist seitdem weiter als Forscherin für das LBNL tätig. Sie kommt zusätzlich Lehrverpflichtungen an der University of California, Berkeley und der University of California, San Francisco nach.
Frühe Arbeiten Bissells in den 1970er Jahren befassten sich mit der Aufnahme von Glucose und der Glykolyse in normalem Gewebe und bei Krebszellen. Später konnte sie zeigen, dass der onkogene Effekt eines Onkogens kontextabhängig ist. In den 1980er und 1990er Jahren befasste sie sich mit der Plastizität von Krebszellen und normalen Zellen abhängig von der Mikroumgebung. So verhielten sich Brustkrebs-Zellen in einer bestimmten extrazellulären Matrix wie gesunde Zellen. Umgekehrt begannen gesunde Zellen Tumore zu entwickeln, wenn deren normale extrazelluläre Matrix durch Metalloproteasen zerstört wurde. Jüngere Arbeiten Bissells befassen sich mit der „dynamischen Reziprozität“ zwischen den Signalen der Mikroumgebung und den Signalen von Zellkern und Chromatin.
Bissell hat (Stand 2017) mehr als 400 wissenschaftliche Publikationen veröffentlicht. Sie gehörte zu den Herausgebern verschiedener Fachzeitschriften, darunter Science. 1997 war sie Präsidentin der American Society for Cell Biology. Mina Bissell ist in zweiter Ehe verheiratet und hat zwei Kinder.

## Auszeichnungen (Auswahl)
- 1992 Guggenheim-Stipendium[2]
- 1994 Fellow der American Association for the Advancement of Science
- 1996 Ernest-Orlando-Lawrence-Preis[3]
- 2001 Ehrendoktorat der Universität Pierre und Marie Curie
- 2002 Mitglied der American Academy of Arts and Sciences[4]
- 2004 Ehrendoktorat der Universität Kopenhagen
- 2007 Prix International de l’INSERM[5]
- 2007 Mitglied der American Philosophical Society[6]
- 2010 Mitglied der National Academy of Sciences[7]
- 2016 E. B. Wilson Medal[8][9]
- 2017 AACR Award for Lifetime Achievement in Cancer Research[10]
- 2017 Assoziiertes Mitglied der European Molecular Biology Organization
- 2019 Weizmann Women in Science Award
- 2020 Canada Gairdner International Award

Das Institut für Pathologie und Immunologie der Universität Porto vergibt seit 2008 alle zwei Jahre den Mina J. Bissell Award für die herausragende Lebensleistung eines Krebsforschers. Bissell war selbst die erste Preisträgerin.